# Giacomo Slemer
Giacomo Slemer (Verona, 30 agosto 1987 – Nago-Torbole, 15 agosto 2012) è stato un informatico italiano decorato con la medaglia d'oro al valor civile per aver salvato la fidanzata dalle acque del Lago di Garda in un gesto che gli costò la vita.

## Biografia
Giacomo Slemer nacque nel 1987 a Verona, dove frequentò l'Istituto Campostrini e conseguì il diploma di Liceo della Comunicazione ad indirizzo tecnologico nel 2006; nello stesso anno si iscrisse alla facoltà di Informatica dell'Università degli studi di Verona. 
Appassionato di informatica, cucina, musica metal, judo e rievocazioni storiche (dal 2009 era iscritto all'Associazione Ordine delle Lame Scaligere), praticò nuoto e rugby a livello agonistico con il Cus Verona nei campionati 2001/2002 e 2002/2003.
Il 15 agosto 2012, durante una gita sul Lago di Garda in località Nago-Torbole, sacrificò la propria vita per salvare la fidanzata che stava per essere sommersa dai gorghi generati in seguito all'apertura delle chiuse del fiume Sarca, immissario del Garda.
Il suo corpo fu ritrovato dagli operatori sommozzatori dei vigili del fuoco due giorni più tardi a venticinque metri di profondità sul fondale del lago. Le sue ceneri sono state sepolte nel cimitero di Poiano.

## Memoria
Nel 2022 i genitori Roberto e Daniela, insieme alla zia Marinella Fedrigoli, hanno pubblicato il libro Giacomo... solo per amore, dedicato alla raccolta fondi destinati a Fondazioni ONLUS di tipo socio-assistenziali. Nel 2016, intanto, gli era stata intitolata la sala-teatro parrocchiale di Poiano, sempre a Poiano il comune di Verona nel dicembre 2023 gli ha intitolato il parco comunale denominandolo "giardini Giacomo Slemer".